# 140 Siwa
140 Siwa je veliki tamni asteroid glavnog pojasa. Spada u asteroide C-tipa, vjerojatno u podtip P.
Asteroid je 13. listopada 1874. iz Pule otkrio Johann Palisa i imenovao ga po Živi, slavenskoj božici plodnosti.
Siwa ima vrlo ravnu krivulju sjaja, što ukazuje na približno sferni oblik asteroida.
Letjelica Rosetta je trebala posjetiti ovaj asteroid u srpnju 2008., na putu prema kometu 46P/Wirtanen, no lansiranje je odgođeno, pa je morala biti određena nova putanja letjelice. Rosetta je 2004. lansirana prema kometu 67P/Čurjumov-Gerasimenko.
… | 139 Juewa | 140 Siwa | 141 Lumen | …